# Estrilda de Dybowski
El estrilda de Dybowski (Euschistospiza dybowskii) és un ocell de la família dels estríldids (Estrildidae).

## Hàbitat i distribució
Habita zones amb herba i turons rocosos amb arbres, al Senegal, Gàmbia, Guinea, Sierra Leone, Libèria, Costa d'Ivori, Nigèria, sud del Camerun, República Centreafricana, sud de Txad, sud Sudan del Sud i nord i nord-est de la República Democràtica del Congo.